# Alexander Sergejewitsch Petrow (Eishockeyspieler)
Alexander Sergejewitsch Petrow (russisch Александр Сергеевич Петров, kirgisisch Александр Петров Aleksandr Petrow; * 8. Juli 1996) ist ein russisch-kirgisischer Eishockeytorwart, der seit 2022 erneut bei Ala-Too Dordoi in der kirgisischen Eishockeyliga unter Vertrag steht.

## Karriere
Alexander Petrow begann seine Karriere als Eishockeytorwart bei Ala-Too Dordoi aus der Stadt Naryn in der kirgisischen Eishockeyliga und wurde 2018 zum besten Torhüter der Liga gewählt und gewann mit seiner Mannschaft auch die kirgisische Meisterschaft. Nachdem er die Spielzeit 2019/20 beim Ligakonkurrenten Naryn Schumkalary verbracht hatte, wechselte er zum Gümüş Patenler SK in die türkische Superliga. Seit 2022 spielt er wieder in Kirgisistan für Ala-Too Dordoi.

### International
Für die kirgisische Nationalmannschaft stand Petrow bei der Qualifikation zur Weltmeisterschaft der Division III 2019, der Weltmeisterschaft der Division IV 2022 und bei den Weltmeisterschaften der Division III 2023 und 2024 im Tor. Zudem vertrat er seine Farben bei der Olympiaqualifikation für die Winterspiele in Peking 2022.

## Erfolge und Auszeichnungen
- 2018 Kirgisischer Meister mit Ala-Too Dordoi
- 2018 Bester Torhüter der kirgisischen Eishockeyliga
- 2022 Aufstieg in die Division III, Gruppe B, bei der Weltmeisterschaft der Division IV
- 2023 Aufstieg in die Division III, Gruppe A, bei der Weltmeisterschaft der Division III, Gruppe B